# Просвіта Берестейщини
«Просвіта Берестейщини імені Тараса Шевченка» (ПБТШ) — громадська просвітня організація українців Берестейщини. Створена 27 серпня 1995 року.
Перший голова — юрист Олег Пархач. Серед найактивніших діячів організації Арсен Тетерук, Михайло Петрукович, Віра Мурашкевич (голова кобринської «Просвіти»), Валентина Кошелюк, Ілля Карпук, Володимир Замковець (доцент Берестейського університету), Дмитро Лівай (ветеран поліської «Просвіти»).
Друкований орган (тижневик) «Берестейський край».
В 1999 році знята з реєстрації Управлінням юстиції Берестейського облвиконкому.
Відтоді принаймні двічі відбувались установчі збори нової реформованої «Просвіти», але державні органи її далі не реєструють.

## Цілі і завдання
Згідно зі Статутом мало за завдання «збереження природної ідентичності українського етносу Берестейщини … формування і розвиток національної свідомості серед україномовного населення Берестейщини на основі знань про свій етногенез та мову».